# كهوف تابون
كهوف تابون يطلق عليها اسم مهد الحضارة في الفلبين، هي مجموعة من الكهوف تقع في ليبون بوينت، شمال بلدية كويزون، في الجزء الجنوبي الغربي من مقاطعة بالاوان في جزيرة بالاوان، الفلبين. إنها جزء من محمية ليبون بوينت، التي كانت محمية من قبل حكومة الفلبين كمتحف لحماية الكهوف والمناطق المجاورة مباشرة من إزالة الغابات وللحفاظ على القطع الأثرية الثقافية الموجودة هناك.

## وصلات خارجية
- Tabon Cave Story Video of caves.
- National Museum of the Philippines نسخة محفوظة 16 مايو 2021 على موقع واي باك مشين. Anthropology Section.
- Arts of the Philippines Article on the Manunggul Jar